# 8.º Batallón de Ingenieros de la Luftwaffe
El 8.º Batallón de Ingenieros de la Luftwaffe (8. Luftwaffen-Pionier-Bataillon) fue una unidad militar de la Luftwaffe durante la Segunda Guerra Mundial.

## Historia
Fue formado en junio de 1944 del renombrado XVII./17.º Batallón de Construcción de la Luftwaffe. Fue disuelto en 1944 (?).